# Tierra de nadie
Tierra de nadie è il primo album in studio del musicista spagnolo Hevia, pubblicato il 31 ottobre 1998 dall'etichetta Hispavox in Spagna, dalla Higher Octave in America e dalla EMI in Europa. A livello internazionale è noto anche con il titolo di No Man's Land, con cui è stato distribuito in alcuni paesi, tra cui l'Italia.

## Tracce
1. Busindre Reel – 4:36
2. Naves – 4:36
3. Si La Nieve – 4:59
4. Gaviotes – 3:39
5. El Garrotín – 4:34
6. El Ramu – 3:00
7. La Línea Trazada – 3:28
8. Llaciana – 3:25
9. Sobrepena – 4:22
10. Barganaz – 3:31
11. Añada – 9:03

## Classifiche

### Classifiche settimanali
| Classifica (1999-00) | Posizione massima |
| -------------------- | ----------------- |
| Austria              | 13                |
| Belgio (Fiandre)     | 3                 |
| Belgio (Vallonia)    | 22                |
| Finlandia            | 31                |
| Francia              | 37                |
| Germania             | 17                |
| Italia               | 1                 |
| Nuova Zelanda        | 5                 |
| Paesi Bassi          | 74                |
| Svezia               | 19                |
| Svizzera             | 17                |

### Classifiche di fine anno
| Classifica (1999) | Posizione |
| ----------------- | --------- |
| Belgio (Fiandre)  | 37        |